# Stadionul Marin Anastasovici
Stadionul Marin Anastasovici este un stadion de fotbal din Giurgiu, România. A fost deschis în anii 1970, apoi a fost renovat între 2012 și 2014. Stadionul a fost terenul de acasă al echipei Astra Giurgiu până când aceasta s-a desființat în 2022, iar acum servește ca teren de acasă al echipei Dunărea Giurgiu. Are o capacitate de 8.500 de locuri.
Primul meci al României la Giurgiu a fost un meci amical cu Lituania, pe 23 martie 2016.
Stadionul a găzduit, de asemenea, diverse meciuri din UEFA Europa League, dar și un meci din tururile de calificare ale Ligii Campionilor UEFA.